# Camaleones
Camaleones (срп. Камелеони) мексичка је теленовела, продукцијске куће Телевиса, снимана 2009.

## Синопсис
Валентина Изагире и Себастијан Харамиљо су професионални крадљивци, присиљени на такав живот од стране тајанственог Господара. Уколико одбију налоге свог опаког послодавца, он ће угрозити живот њихових најмилијих. Валентина ће довести у опасност свог момка Педра, а Себастијан свог вољеног оца Дон Арманда.
Присиљени на живот провалника, Валентина и Себастијан се запошљавају у престижној школи претварајући се да су брат и сестра. У кратком раздобљу задобијају велико поверење и симпатије ученика. И када се чини како све иде најбоље, проблеми тек почињу. Валентина и Себастијан схвате како је власник школе корумпиран, а ствари постају још компликованије када се у школи као професор физичког васпитања појави Валентинин дечко Педро.
Сада Валентина и Себастијан морају признати једно другом истину која је променила све, а она је да су се упркос свему заљубили. Њих двоје се налазе у неизвесности и не слуте шта ће се догодити када се открије да су они заправно познати лопови.

## Ликови
- Валентина (Белинда) – Храбра и искрена, а уједно и импулсивна и нетактична. Валентина је одрасла као сироче. Једини ко ју је волео током њеног живота био је њен дечко Педро. Мислећи како је он једини човек којег и она воли, Валентина ни не слути да ће праву страствену љубав открити са Себастијаном, својим партнером у злочину.
- Себастијан (Алфонсо Ерера) – Харизматични и привлачни Себастијан миљеник је многих жена. Одрастао је окружен уметношћу, а прави узор је проналазио у своме оцу. Себастијан не може пронаћи мир откад је његов отац Педро осуђен на 20 година затвора и то због преваре везане за уметничка дела. Како би заштитио очев живот, Себастијан је присиљен красти.
- Франсиска (Едит Гонзалез) – Директорка школе Сан Бартоломе. Мајка тинејџерке Соланж, те бивша жена корумпираног Августа. Одрасла је у строгој, католичкој породици што је оставило трага на њен карактер. Откад се развела од свог мужа, Франциска није показала интерес према ниједном другом мушкарцу.
- Августо (Гиљермо Гарсија Канту) – Власник школе Сан Бартоломе, уједно је и шеф полиције. Августо је себичан и нарцисоидан човек коме је битна само моћ. Уједно јако је вешт манипулатор, а жарко се жели вратити својој бившој и имућној жени Франциски. Његова кћерка Соланж није упозната с очевом тамном страном.

## Глумачка постава

### Главне улоге
| Глумац        | Улога                         |
| ------------- | ----------------------------- |
| Белинда       | Валентина Изагире де Харамиљо |
| Алфонсо Ерера | Себастијан Харамиљо           |

### Споредне улоге
| Глумац                | Улога                           |
| --------------------- | ------------------------------- |
| Едит Гонзалез         | Франсиска Кампос                |
| Гиљермо Гарсија Канту | Августо Понсе де Леон           |
| Шерлин                | Соланж Сол Понсе де Леон Кампос |
| Пи Ви                 | Улисес Моран                    |
| Гретл Валдес          | Силвана                         |
| Роберто Бландон       | Хавијер Саведра                 |
| Ана Берта Еспин       | Гвадалупе Лупита Рамирес        |
| Хосе Елијас Морено    | Армандо Харамиљо                |
| Луис Мануел Авила     | Еусебио Портиљо                 |
| Хосе Луис Ресендес    | Педро Канту                     |
| Мануел Флако Ибањес   | Леонардо Лео                    |
| Маријана Авила        | Кармен Кастиљо                  |
| Карла Алварес         | Агата Мендез                    |
| Лаура Кармајн         | Марија Хосе                     |
| Марисол Сантакруз     | Магдалена Ороско                |
| Роберто Бељасетрос    | Рикардо Калдерон                |
| Флор Рубио            | Ирене Алатристе                 |
| Фердинандо Валенсија  | Патрисио Калдерон               |
| Карла Кадрона         | Мерседес Маркес                 |
| Ерик Дијаз            | Лусио Барган                    |
| Хуан Карлос Флорес    | Бруно Пинтес Кастро             |
| Лусија Зерекеро       | Росио Сантчоз                   |
| Марилуз Бермудес      | Лорена Гонзалес                 |
| Мишел Реналут         | Бетина Монтенегро               |
| Паул Станеј           | Роландо Ринкон                  |
| Таид                  | Кристина Ернандез Кампос        |
| Лилибет               | Сабрина                         |
| Рикардо де Паскул     | Херардо Зуњига                  |
| Ерик Геча             | Конардо Тапија                  |
| Анаис                 | Еванхелина де Маркез            |